# ロシアン・スナイパー
『ロシアン・スナイパー』（原題：ロシア語: Битва за Севастополь）は、2015年に制作されたロシア・ウクライナ合作の映画。第二次世界大戦下のソビエト連邦を実在した女性狙撃手の視点で描く。
劇中の舞台は現在のウクライナとなるが、本記事では、当時の表記に準ずるものとする。

## 概要
本作品の原案は、実在した狙撃手であるリュドミラ・パヴリチェンコが著した自伝本『最強の女性狙撃手―レーニン勲章の称号を授与されたリュドミラの回想』とし、第二次世界大戦下のソビエト連邦で勃発した独ソ戦を描いた史実に基づく戦争映画である。
原題”ロシア語: Битва за Севастополь”の直訳は「セヴァストポリの戦い」であり、この最中、主人公・リュドミラは、“死の女”と恐れられながら、砲撃による負傷、結婚を望んだ男性との死別の中、1人の女性として愛に生きようとする姿を描く。また、狙撃手視点のため、射殺の瞬間や望遠鏡代わりに味方を観察する描写がスコープ越しのほか、砲撃からの退避場面など、人物の視点に合わせたカメラワークが多用されている。
日本では、「MDGP（モースト・デンジャラス・シネマグランプリ）2015」の上映作品として初上陸した（後述の「#作品評価」を参照）。

劇中の舞台であるキエフは、1991年のウクライナ独立宣言以降、現在はウクライナの首都であり、本作品の制作もロシア・ウクライナの合作である。アメリカ合衆国の元大統領夫人・エレノア・ルーズベルトの視点もあり、祖国のプロパガンダに利用される描写はあっても、連邦側を無条件に英雄視する姿勢は感じられない。また、公開された2015年の前年3月、ロシアがクリミア半島併合を宣言したことで、両国間の緊張が高まっており、本作品の完成もかろうじて実現したと考えられる。
なお、劇中において、目視確認による実際のメディア資料の使用は見受けられない。

## あらすじ
第二次世界大戦終結後の1957年、元アメリカ大統領夫人・エレノアは、ソビエト連邦第一書記からの招待を受け、空港に降り立ち、旧知の女性との再会を望む。その出会いは戦時下の1942年、国際学生会議を開催するホワイトハウスだった。狙撃手だと言う少女に戦果を問えば、「人間ではなくファシストです」と前置き、その数は309人だと応えたのだ。エレノアは、この美しく聡明な少女であったリュドミラが、戦場に立ち、冷徹に射殺し続けたまでに思い馳せる。
戦前のリュドミラは、キエフ国立大学に首席合格し、射撃も高成績なために、赤軍将校直々の勧誘に応じて半年間の射撃訓練に参加する秀才であったが、友人と比べて異性に興味を持たない少女だった。1941年、大学生活の中、リュドミラを気に掛ける友人の誘いを受け、オデッサの浜辺で友人の兄・ボリスと出会うが、後日、招待されたボリスの家で談笑も束の間、宣戦布告なしにドイツ軍が侵攻開始したというラジオ放送が流される。前線に出ることを惜しまないリュドミラには、戦争に否定的なボリスが「臆病者」に映り、狙撃手として祖国に貢献するために戦場を選んだ。
ドイツ軍がキエフにも迫りつつある緊迫の中、狙撃手を目指す女性も参加する新兵訓練が始まった。匍匐前進の訓練に尊厳はなく、演習に不要な私物を持ち込めば燃やされ、涙を浮かべる仲間の姿を横に、リュドミラは教官・マカロフをカモフラージュで出し抜くまでに淡々と実力を伸ばす。マカロフの指揮下で果たした初陣は、オデッサの戦いで戦車撃破の武功を成すものの、戦況が芳しくない中、クリミアへの撤退命令を受けたばかりの隊は更なる砲撃に見舞われる。重傷を負ったリュドミラは、PTSDに苦しみながらも前線へ戻ることを希望するが、搬送先で再会したボリスに軍医の立場から制止されてしまう。
ある時、所属部隊が療養地に撤退したことで、再会の喜びを胸にマカロフの姿を探すリュドミラだったが、同部隊に従軍した友人からは、マカロフの小銃を遺品として手渡された。軍曹に昇格したリュドミラは、手の震えが残りながらも、復讐心を燃やして前線のセヴァストポリに復帰する。敵兵を楽に死なせはしないと残忍さを見せるリュドミラを窘めたのは、新たな隊長に任命されたレオニードだった。敵の狙撃手を狙う任務で2人行動も増えて惹かれ合うものの、花畑で起爆した地雷がレオニードの命も奪っていく。
既に”死の女”の異名も轟く戦果から、軍部のプロパガンダ利用も容赦なく続く中、リュドミラは敵軍の一流狙撃手射殺を最後の任として、ボリスの協力を受けて「退避許可証」が発行された。地雷の負傷も癒えないまま、ボリスに手を引かれて潜水艦に向かう道は、250日も続く防衛線からの脱出のために民間人でごった返す。このセヴァストポリの潮風にボリスとの出会いを思い起こし、2人の将来を語るリュドミラに、ボリスは笑顔で後に続くと離別する。
1942年9月、シカゴを訪れるリュドミラは、戦時下における協力関係にあるはずの連合国側を前にして、用意されたスピーチの筋書きを握る。25歳にして多くを失い奪った彼女の問いかけは、自身の言葉による「あなた方は長いこと、私の陰に隠れていませんか？」であった。セヴァストポリ包囲戦からの脱出に成功した潜水艦2隻には、党の公文書や貴重品と80人の指揮官が搭乗し、民間人を含めて取り残された10万人は、当地での戦いの果て、死亡や捕虜の末路を辿ったという。

## 登場人物

### 主要人物
リュドミラ・パヴリチェンコ（愛称：リュダ）
演 - ユリア・ペレシルド（吹替：山賀晴代）
本作品の主人公。実在した人物。
ソビエト連邦で生まれ育ち、1937年、キエフ国立大学史学科に合格。他の人物と比べても人間関係に冷めた様子だが、大学受験が主席合格だったことを伝えても無関心な父に対して、特に反抗意識を持つ。
合格発表の日、友人らとやって来た射撃場で、自ら男子に混ざって初めての射撃に臨むと、構え方も教えられたばかりで47/50点という高成績を叩き出したことで、在学中に呼び出された学長室で、赤軍将校から復学を条件とした半年間の射撃訓練に勧誘される。ドイツ軍の侵攻を受けて、より一層、狙撃兵として祖国を護る意識を強めた。
学友のマーシャとソーニャから誘われたオデッサの浜辺では、容姿の美しさ故に、ソーニャの兄・ボリス、偶然居合わせた飛行士・ニコライに出会うと、目の前で牽制が繰り広げられる。ボリスとは家に招待され、オペラ『椿姫』を鑑賞にまで出掛けるものの、前線に出ることを惜しまないリュドミラには、戦争に否定的な姿勢と事実上の独ソ戦開戦のために距離を置く。一方のニコライは、オデッサの戦いの最中に再会するものの、リュドミラの記憶に留まっていない。
独ソ戦開戦後、教官 / 上官・マカロフの指揮下、新兵訓練を経てオデッサの戦いに参加。新兵訓練中に教官・マカロフをカモフラージュで出し抜き射撃演習をせがんだことで、マカロフ自ら射撃盤の真横に立って射撃を命じると、リュドミラはこの行動に怯みながらも高得点の射撃で期待に応えてみせた。ドイツ軍指揮官を狙って敵全体の戦意を削ぐ役割を熟す中、敵軍からの砲撃を受けて所属隊が壊滅に追い込まれるが、マカロフから戦車のスリット視を狙うことで操縦者を射殺する指令を受け、見事に撃破を果たした。しかし、軍部は武功の多くが空軍にあったとし、マカロフとの会話などから、勝手に持ち場を離れてまでも標的を探し、負傷者までカウントするほどに戦果への固執を強める。マカロフの殉職を機に、冷酷さに拍車がかかったものの、新隊長・レオニードの言葉に意識が変わった。
敵軍の狙撃兵を狙撃する任務のため、レオニードとは2人きりの行動が多く惹かれ合う一方、マーシャに招待された疑似結婚式では、婚約者・グリシャが殉職したことを知らされる。この悲劇に感化されたリュドミラは、レオニードに「愛は必要よ」と告白する翌日、花畑を歩く2人は地雷にかかってしまった。地雷の起爆を受けてレオニードが覆い被さる形で庇っていたものの、リュドミラ自身は瀕死の重傷、最愛の人とも死別する。とうとう前線からの離脱を望むが、リュドミラの死をドイツ軍が誤報したこともあり、軍部のプロパガンダ利用のために泣きながら映写機の前に座ることを強いられ、一流狙撃手・オットの射殺を任命までされた。互いに姿を見せない一流同士の対峙は難攻を極めるが、額に血文字の十字を書いた顔を見せ、怯ませた隙に勝利する。ボリスが用意した「退避許可証」で戦線離脱する際、2人の将来を語るが、潜水艦内で1人確認した手荷物の中には、父母の代から継いだというボリスの結婚指輪が入っていた。
翌1942年、参加した国際学生会議で大統領夫人・エレノアに出会うと、個人的にホワイトハウスへ招待される。エレノアとは私的な会話を楽しむうちに、ドレスを贈られた。このドレスはシカゴにおけるスピーチの前に着替えたが、ソ連学生団代表・クラサフチェンコからは「軍服に着替えろ」と怒りを受け、毅然と「私は女だと示す」ことを主張する。
1957年、劇中の冒頭・結末にて、連邦を訪れたエレノアと自身の息子と共に、オペラ『椿姫』を鑑賞した。
エレノア・ルーズベルト
演 - ジョアン・ブラックハム（吹替：有川知江）
アメリカ合衆国大統領夫人。フランクリン・ルーズベルトの妻。実在した人物。
1942年、アメリカ合衆国・ホワイトハウスで実施された国際学生会議に参加したリュドミラと出会う。この時の印象を「軍服を着たふくれっ面の子供」がいたと回想し、リュドミラへの興味から個人的にホワイトハウスへと招待した。
自国内での記者会見で硬い表情を崩さないリュドミラに対して、「自身は笑顔に表れる」・「笑顔は武器になる」と助言し、ドレスを贈ったリュドミラからは、使用していた軍帽を返礼された。リュドミラの祖国・ソビエト連邦の郷土料理であるボルシチを共に作ることもあったが、フライパンを落とした音に過剰反応し、着替えのために背中を見た際には砲撃を受けた際の傷跡を目撃する。1人の同姓として、戦中から心境の変化があったリュドミラが求める”女性の幸福”に寄り添った。
連邦を訪れた1957年、飛行機の着陸時点で自身を招待したフルシチョフ第一書記との面会に遅刻していたが、リュドミラとの再会を優先するほどに気にかけている。
夫・フランクリンは1945年に他界したため、劇中冒頭の1957年時点で未亡人。リュドミラに夫との出会いを語った際、才色兼備のルーズベルトが背の高く不美人な自分を選んだことが不思議だったと吐露した。

### 旧知の人物
マーシャ
演 - ポリーナ・パクホモヴァ（吹替：松浦裕美子）
リュドミラの友人。リュドミラ・ソーニャとは、大学の合格発表時から共に過ごす。
大学合格発表の日、射撃場へ向かうよりも映画を希望した。この時の「人生はお伽噺よ」という発言の通り、恋人 / 花婿探しに夢中な一方で、異性に興味を示さないリュドミラには、戦時下においても愛に生きることを暗に諭すこともある。
リュドミラ・ソーニャと共に出掛けたオデッサの浜辺にて、ビーチバレーのボールが顔面に直撃したことをきっかけに、グリシャと出会う。独ソ戦開戦後は自身も看護兵として従軍しており、オデッサの戦いの最中にリュドミラと再会すると、グリシャを恋人として紹介した。戦地においても、リュドミラと同じ隊に所属し、マカロフへの想いを共有する友人であり続け、砲撃による重症で療養中のリュドミラに上官・マカロフの遺品を手渡す。オデッサでの救助者数は70人を超え、中には歩行困難なドイツ兵に水を与えて手当した場面もあったが、直後にリュドミラが射殺していたことは知らない。
新年の祝賀会後、リュドミラ・レオニードにグリシャとの結婚を告白するが、グリシャの殉職を受けて疑似結婚式は葬式と化した。セヴァストポリ包囲戦を脱出できなかったことが示唆されており、生死不明。
ソーニャ
演 - ナテラ・アベレワ＝タガノワ（吹替：不詳）
リュドミラの友人。リュドミラ・ソーニャとは、大学の合格発表時から共に過ごす。
マーシャと比べて恋人 / 花婿探しに夢中な様子はないが、リュドミラに自身の兄・ボリスを紹介するため、オデッサの浜辺に誘った。ボリス曰く、リュドミラにはもう少し女性らしさを磨いてほしいと思っている。
ボリス・チャパク
演 - ニキータ・タラソフ（吹替：杉山ひこひこ）
リュドミラの友人・ソーニャの兄。オデッサでは「黄金の手」として名高い医者。
ソーニャを通じて、オデッサの浜辺でリュドミラを紹介される。ソーニャと共にリュドミラを自宅へ招待すると、自身の両親からの催促も受けて、結婚指輪を見せ、オペラ『椿姫』を共に鑑賞することもあった。リュドミラに対しては、独ソ戦開戦の報を受け、自身の職権で「出征免除許可」を出すこともできると引き留めたが、「醜い争いは無意味だ」と戦争に否定的な考えが合わず、距離を置くことになる。
オデッサの戦いで重傷を負ったリュドミラの搬送先で軍医として再登場するが、マカロフからリュドミラを頼まれた際には戦前から「愛している」のだと答えた。PTSD症状も含めてリュドミラの前線復帰に反対していたが、戦地へ戻ったはずのマカロフの小銃を携える様子に「復帰許可証」を発行する。のちの新年の祝賀会でも、リュドミラに紹介されたレオニードに対しても、「戦場なら彼女に会える」から軍医になったのだと語り、リュドミラの意思を汲み取りながら思い続ける。
レオニードの殉職後、セヴァストポリも陥落する頃、心身共に疲弊するリュドミラに「退避許可証」を発行して潜水艦から離脱させる。一緒にいてほしいと懇願したリュドミラに、「僕は次の船に」と宥めた。セヴァストポリ包囲戦の脱出に成功した潜水艦は、リュドミラが搭乗した2隻目を最後とするため、その後は生死不明。
グリシャ
演 - ウラジミール・リリツキー（吹替：不詳）
リュドミラ・マーシャ・ソーニャ・ボリスの4人がオデッサの浜辺で出会った飛行士。
ビーチバレー中、リュドミラの友人・マーシャの顔面にボールが当たってしまったことをきっかけに、マーシャとはすぐに気が合った。独ソ戦開戦後、看護兵として従軍するマーシャがオデッサの戦いの最中にリュドミラと再会したため、恋人として紹介される。
マーシャと共にリュドミラ・レオニードと過ごす場面が散見され、特にオデッサの戦い以降は飛行士として受勲した。新年の祝賀会後、マーシャは結婚するのだと喜んだが、式の直前に殉職。
ニコライ
演 - アナトリー・コット（吹替：不詳）
リュドミラ・マーシャ・ソーニャ・ボリスの4人がオデッサの浜辺で出会った飛行士。
ビーチバレー中、リュドミラの友人・マーシャの顔面にボールが当たってしまったことをきっかけに、マーシャの傍に居たリュドミラを気に入る。リュドミラに紹介されていたボリスが戦争反対と意見すると、「唯一、正義を下す方法だ」と豪語した。
のちにオデッサの戦いでもリュドミラと再会し、好意を無理に伝えようとしたために強烈な反撃を受ける。こののち、上官・マカロフの死を受けて復讐心を携えるリュドミラが前線復帰した際、マーシャがニコライの殉職を伝えた。

### 戦場で出会った人物
マカロフ（愛称：マカール）
演 - オレグ・ヴァシリコフ（吹替：不詳）
独ソ戦開戦後、リュドミラの新兵訓練時から教官として登場。独ソ戦で妻と死別。
訓練兵だったリュドミラからカモフラージュで出し抜かれようになると、射撃演習ではマカロフ自ら射撃盤の真横に立って射撃を命じた。オデッサの戦いにて、隊長としてリュドミラの所属隊を指揮する。リュドミラが戦車撃破に貢献したものの、軍部としては空軍の貢献度が高いものとした低評価を受け、過去のフィンランド戦で3人まとめて射殺したことを信じてもらえず記録上は1人だったと話す。この会話がリュドミラの戦果への執着を強めるきっかけの1つとなり、勝手に持ち場を離れてまで標的を探し、歩行困難な敵兵が這いずっているところを射殺して「負傷者も1人に数える？」とまで発言したことには叱責した。この叱責もリュドミラに対する並みならぬ想いが表れるものだったが、クリミアへの撤退命令を受けた日、リュドミラからの愛に応じることを躊躇する。
リュドミラが砲撃を受けて重傷を負う直前、「君が死んだら…」と言葉に詰まったが、「臆病ね、私は死なない」と答えられたこともあり、リュドミラの搬送先まで献身的に付き添った。軍医・ボリスに特別な人だと治療を依頼した際には、戦前から愛する知人であると告白されるものの、むしろ頼もしいものとして受け取る。しかし、リュドミラにははっきりと返事ができないまま戻った戦地で殉職し、自身の小銃を看護兵・マーシャへと託した。
レオニード・キツェンコ
演 - エフゲニー・ツィガノフ（吹替：園岡新太郎）
マカロフの殉職後、リュドミラの所属隊の隊長に任命された。
復讐に燃えるリュドミラが楽しむように射殺する様子を制すると、「戦争は死だけではない。生きること。生きがいがなければ殺される」と諭した。敵軍の狙撃兵を狙撃する任務のため、リュドミラとは2人きりで行動することが多く、新年の祝賀会でリュドミラに「将校の愛人」と罵倒した男を殴りつけている。「息子が欲しい」と言うリュドミラの希望に応えるが、地雷の起爆装置を踏み抜いてしまい、連鎖的な発動に逃げ切れず、リュドミラに覆い被さりながら殉職。
ペトロフ将軍
演 - ヴァレリー・グリシコ（吹替：不詳）
リュドミラの父の戦友。実在した人物。
オデッサの戦いにおけるリュドミラの戦車撃破を讃えて、直々に駐屯地を訪ねてトカレフ半自動小銃の贈呈を行う。リュドミラの名前から察する形で「お父上が内戦で戦った？」と確認すると、隊長のマカロフに対しては、リュドミラが戦友の娘であり、父のこともあるため、良く面倒を見るようにと言いつけた。
レオニードの殉職後、リュドミラのプロパガンダ利用が止まらない上層部に対し、みかねた軍医・ボリスがペトロフ将軍の名を傘に抗議する場面もあったが、ペトロフ将軍からの指令だと回答されている。
ヴィタリー・リネツキー
演 - 不詳（吹替：不詳）

### その他
父（役名不詳）
演 - 不詳（吹替：不詳）
リュドミラの父。内部人民委員部所属の軍人・少佐。
1人娘のリュドミラに冷たい態度であり、大学に主席で合格したと報告を受けても興味を示さない。夕食の際に祝いたいと申し出られた際にも、合格して当然のことを祝う必要はないと一蹴する。一方で、リュドミラが半年間の狙撃手訓練に向かう際は、「何か言うことは？」と気に掛ける様子があるものの、父への諦観は拭われず、リュドミラは母にのみ別れの挨拶をして家を出た。直後に妻からの非難を受けると、「戦争になれば苦労するのは女だ」とのみ発言。
オデッサの戦いの頃のペトロフ将軍の発言から、殉職済みであることが示唆された。
母（役名不詳）
演 - 不詳（吹替：不詳）
リュドミラの母。元英語教師。
大学合格発表の日、リュドミラの主席合格に無関心な夫に褒めるよう促す。リュドミラが、半年間の射撃訓練のために家を出ていった直後、「あなたがあの子を男にした」と夫を非難した。
クラサフチェンコ
演 - 不詳（吹替：不詳）
ソ連学生団の代表として、1942年の国際学生会議に同行した共産党員。
エレノアとの挨拶では、「ホワイトハウスに共産党員は珍しい」とあしらわれる。学生会議の場でありながら、軍人相手のようなヒトラー失脚に向けた強健な姿勢を見せたことで、各国の参加者から非難を受けた。
駐米ソ連大使館に滞在している間、自身を差し置いて私的にホワイトハウスへと招かれたリュドミラを良く思わず、厳しく当たる。祖国・軍部のプロパガンダ利用に基づく動向を求めるばかりであり、シカゴ訪問時には、リュドミラから広告代理人扱いされた。スピーチを前に、エレノアから贈られたドレスを着用するリュドミラに「軍服に着替えろ」と怒り、スピーチ内容を改めて言い聞かせる。
オクチャーブリスキー大将
演 - 不詳（吹替：不詳）
黒海艦隊司令官。実在した人物。
オデッサの戦いやセヴァストポリ包囲戦における防衛線を指揮。オデッサの戦いで負傷したリュドミラが、前線復帰を求めるためにペトロフ将軍の元を訪れると、オクチャーブリスキー大将の主導する会議に同伴で入室したことで直接会話した。この時の会議では、ペトロフ将軍から制服の変更案を持ち出されており、匍匐前進をしたがらないと気取った様子を指摘され、リュドミラからも迷彩服と比べて黒服の海軍制服が狙撃しやすいと回答された。
劇中の結末では、テロップ上で、セヴァストポリの陥落時、脱出できた潜水艦2隻とは別に、自身は飛行機で脱出したことが説明される。

## 原作
本作品の主人公であり、実在するリュドミラ・パヴリチェンコが著した自伝本を原案とする。

### 原案
- 『最強の女性狙撃手―レーニン勲章の称号を授与されたリュドミラの回想』
  - 著：リュドミラ・パヴリチェンコ、訳：龍和子、2018年（日本語版）

### 史実との相違点
特に主人公・リュドミラの経歴や動向の詳細な点に相違点が見られる。

## 作品評価
日本の初上陸となった「MDGP（モースト・デンジャラス・シネマグランプリ）2015」（ヒューマントラストシネマ渋谷、2015年10月31日 - 同年12月11日）にて、同企画の公式レフェリーの長州力は、「凄いリアリティーとインパクトだ！」とコメントしている。また、「モースト・デンジャラス賞」には、本作品が受賞。